# Isabella Arcila
Isabella Arcila Hurtado (11 de marzo de 1994, Cali) Fue una nadadora colombiana que compitió en los Juegos Olímpicos de 2016 en el evento de 50 metros libre. Ha sido medallista de los Juegos Suramericanos y de los Juegos Centroamericanos y del Caribe. 

## Juegos Olímpicos de Río 2016
Arcila clasificó a los Juegos Olímpicos de 2016 tras lograr una marca de 25.52 en los 50 metros libre durante el Caribbean Islands Swimming Championship de 2016. El registro que impuso fue nuevo récord nacional y marca b para la respectiva prueba en los Olímpicos de ese año.
Participó en la prueba de 50 metros libre donde cronometró un tiempo de 25.35 que la ubicó en la posición treinta en la general. El tiempo realizado superó su propio récord nacional en la distancia.

## Juegos Olímpicos de Tokio 2020
Arcila clasificó a los Juegos Olímpicos de 2020 en el campeonato interligas de natación que se celebró en la ciudad de Barranquilla. Arcila compitió en los 100 metros espalda, donde registró un tiempo de 1:02.28 que le valió el puesto 32 de la clasificación general. En la prueba de 50 metros libre registró un tiempo de 25.41, para clasificar en el puesto 27 de la general.